# Alain Bernat Gallego
Pour les articles homonymes, voir Bernat et Gallego.
Alain Bernat Gallego est un homme politique andorran, né le  1er novembre 1971. Il est membre du Parti libéral d'Andorre.
Il est élu en 2005 au conseil général et n'est pas réélu le 26 avril 2009.